# IC 2746
IC 2746 ist eine Galaxie vom Hubble-Typ C im Sternbild Löwe auf der Ekliptik. Sie ist schätzungsweise 530 Millionen Lichtjahre von der Milchstraße entfernt.
Das Objekt wurde am 27. März 1906 von Max Wolf entdeckt.